# 메자닌

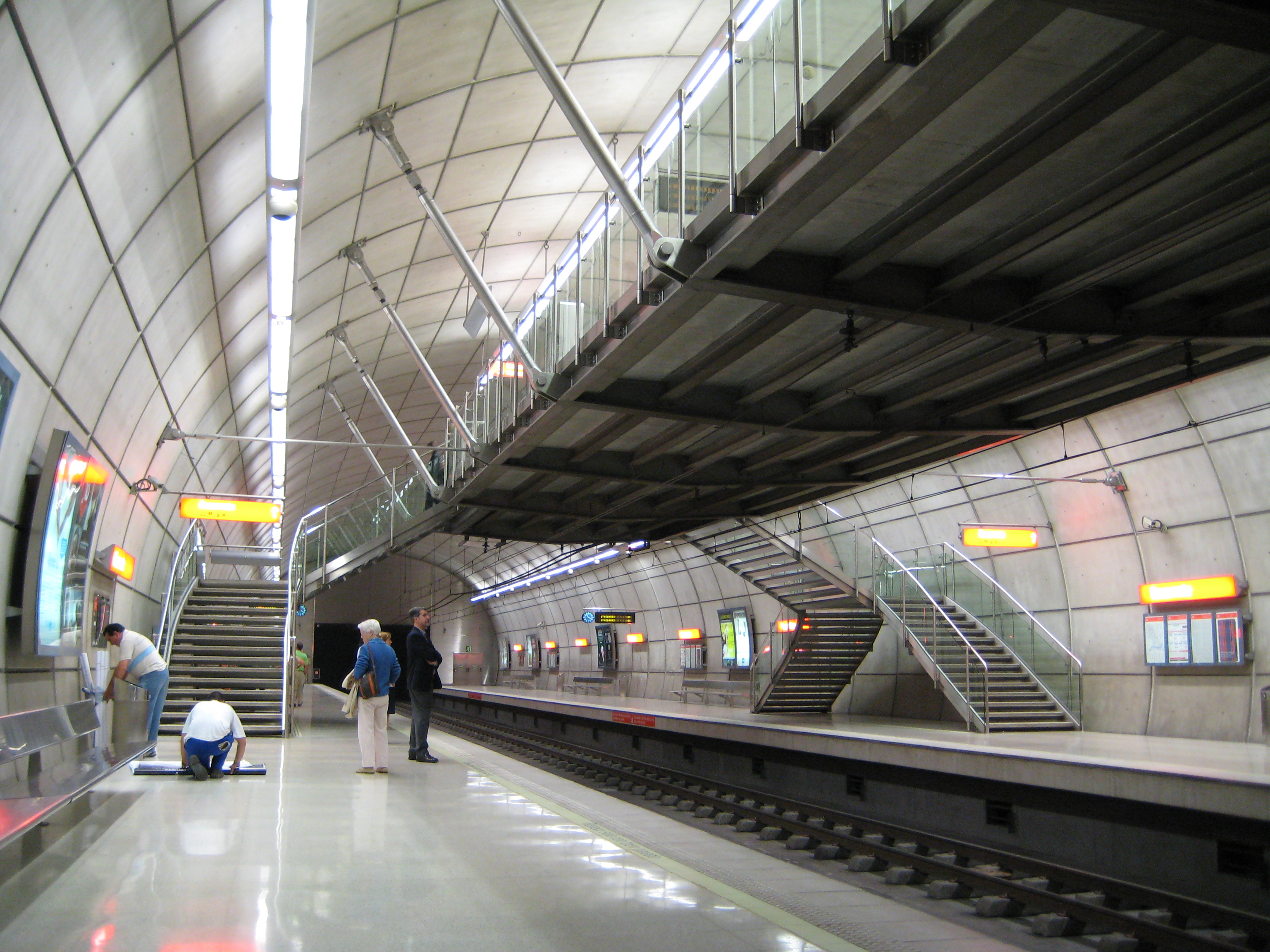

메자닌(Mezzanine)은 다층 높이의 천장 아래에 부분적으로 개방되어 있어 건물의 전체 층 위로 확장되지 않는 중간층을 말한다. 그러나 이 용어는 매우 높은 원래 지면을 수평으로 두층으로 분할한 지면 위 바닥에 보편적으로 사용되는 경우가 많다.